# Arbon, Haute-Garonne
- Prezentul articol se referă la Arbon, una comunele din subdiviziunea administrativă a departamentului Haute-Garonne din Franța.  Pentru alte utilizări ale numelui, vedeți Arbon (dezambiguizare).

Arbon este o comună în departamentul Haute-Garonne din sudul Franței. În 2009 avea o populație de 84 de locuitori.

## Evoluția populației
| An        | 1975 | 1982 | 1990 | 1999 | 2006 | 2009 |
| --------- | ---- | ---- | ---- | ---- | ---- | ---- |
| Populație | 98   | 78   | 67   | 76   | 67   | 84   |